# Зуева, Наталья Владимировна
Наталья Владимировна Зуева (10 октября 1988, Белгород) — российская гимнастка, член национальной сборной России (с 2005 года). Олимпийская чемпионка 2008 года. Чемпионка мира 2007 года в многоборье и отдельных видах. Двукратная чемпионка Европы 2006 и 2008 годов. В октябре 2008 года спортсменка заявила о завершении спортивной карьеры.
Родилась 10 октября 1988 года в Белгороде.

## Награды и звания
- Орден Дружбы — За большой вклад в развитие физической культуры и спорта, высокие спортивные достижения на Играх XXIX Олимпиады 2008 года в Пекине[1]
- Заслуженный мастер спорта России